# تیگران کیورغیان
تیگران کیورغیان (ارمنی: Տիգրան Կյուրեղյան؛ زادهٔ ۲۲ فوریهٔ ۱۹۶۷) یک  سیاستمدار اهل ارمنستان است که از تاریخ ۱۹۹۰ تا تاریخ ۱۹۹۵ سمت نمایندگی دوره اول شورای عالی جمهوری ارمنستان را برعهده داشت.

## زندگی‌نامه
در 	۲۲ فوریهٔ ۱۹۶۷ در ارمنستان به دنیا آمد . 